# Comedor social

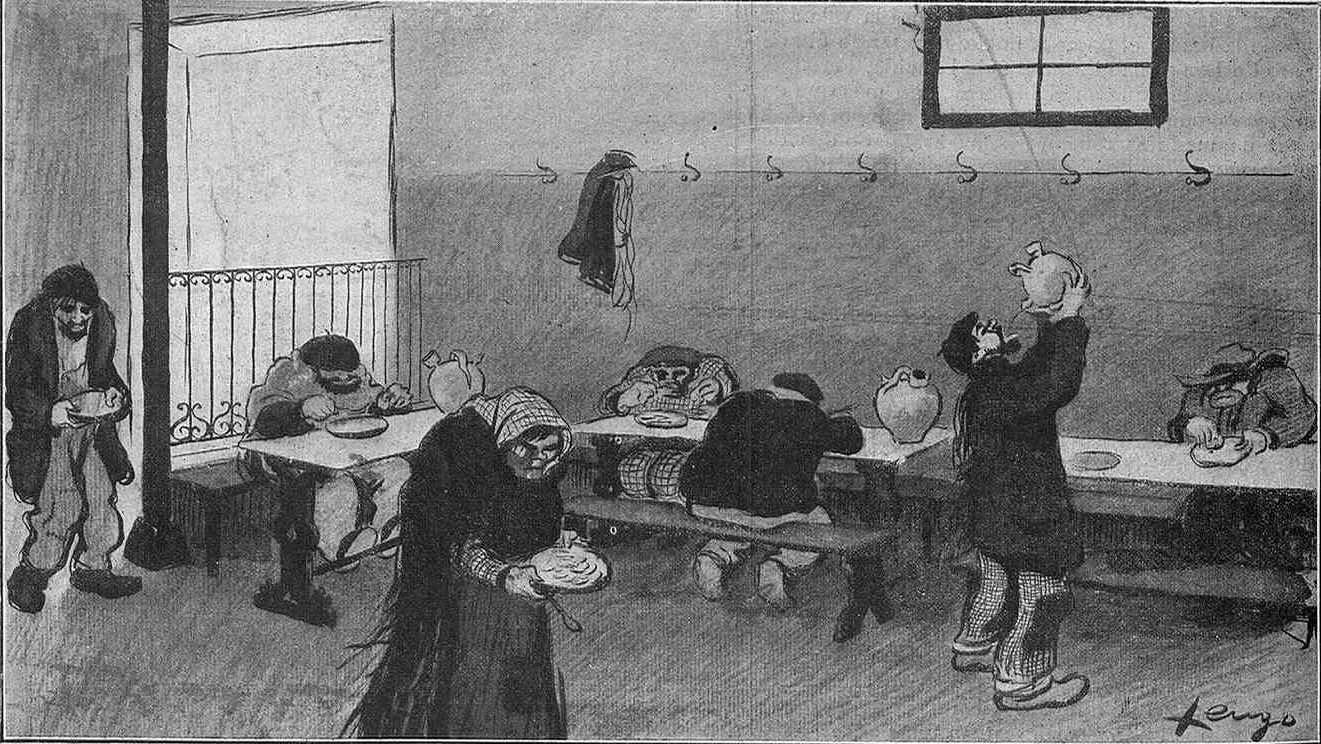
«Tienda asilo de Madrid». Ilustración de Tomás Sancha Lengo.

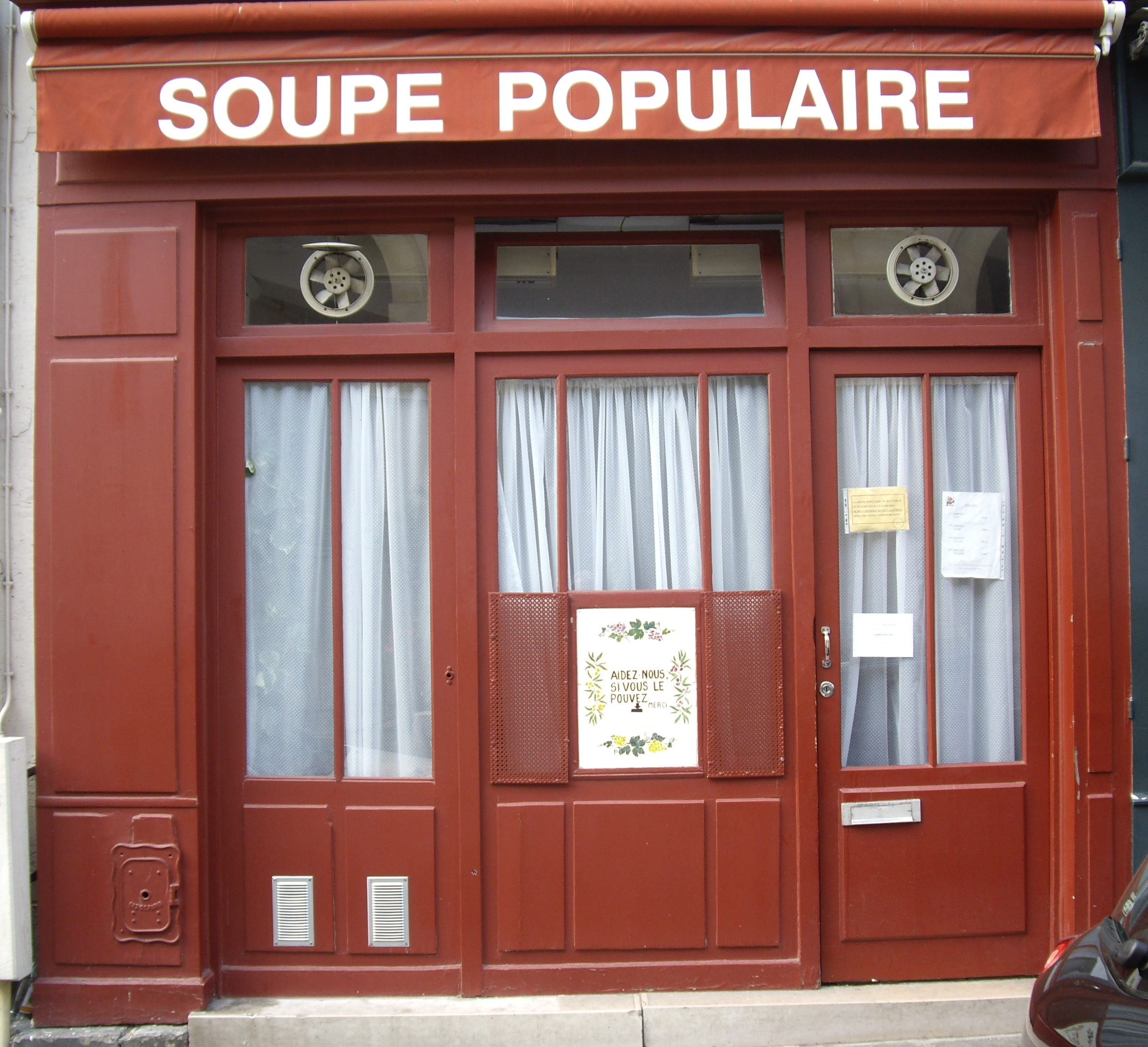
Un comedor social en París, año 2010

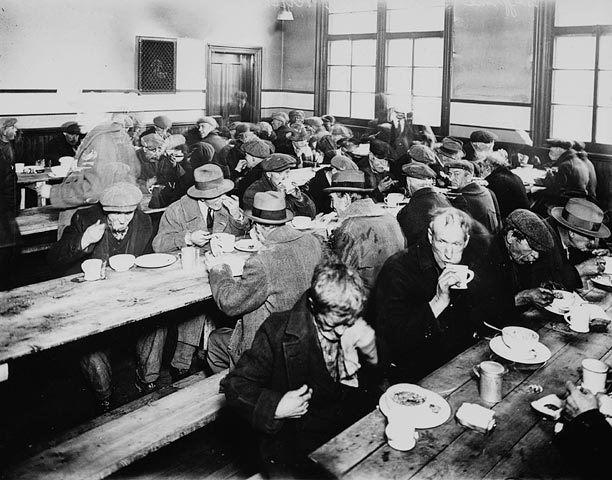
Comedor caritativo en Canadá, año 1931

Un comedor social (también comedor popular, comedor comunitario) es una organización pública de beneficencia para dar de comer gratis o con una pequeña contribución a personas de escasos recursos necesitadas y colaboran, generalmente, con los bancos de alimentos. En los primeros tiempos el menú consistía básicamente de sopa o un guisado, de ahí su nombre en inglés soup kitchen o en alemán Suppenküche o en francés soupe populaire. Los comedores populares son apoyados por organizaciones caritativas sin fines de lucro.

## Historia

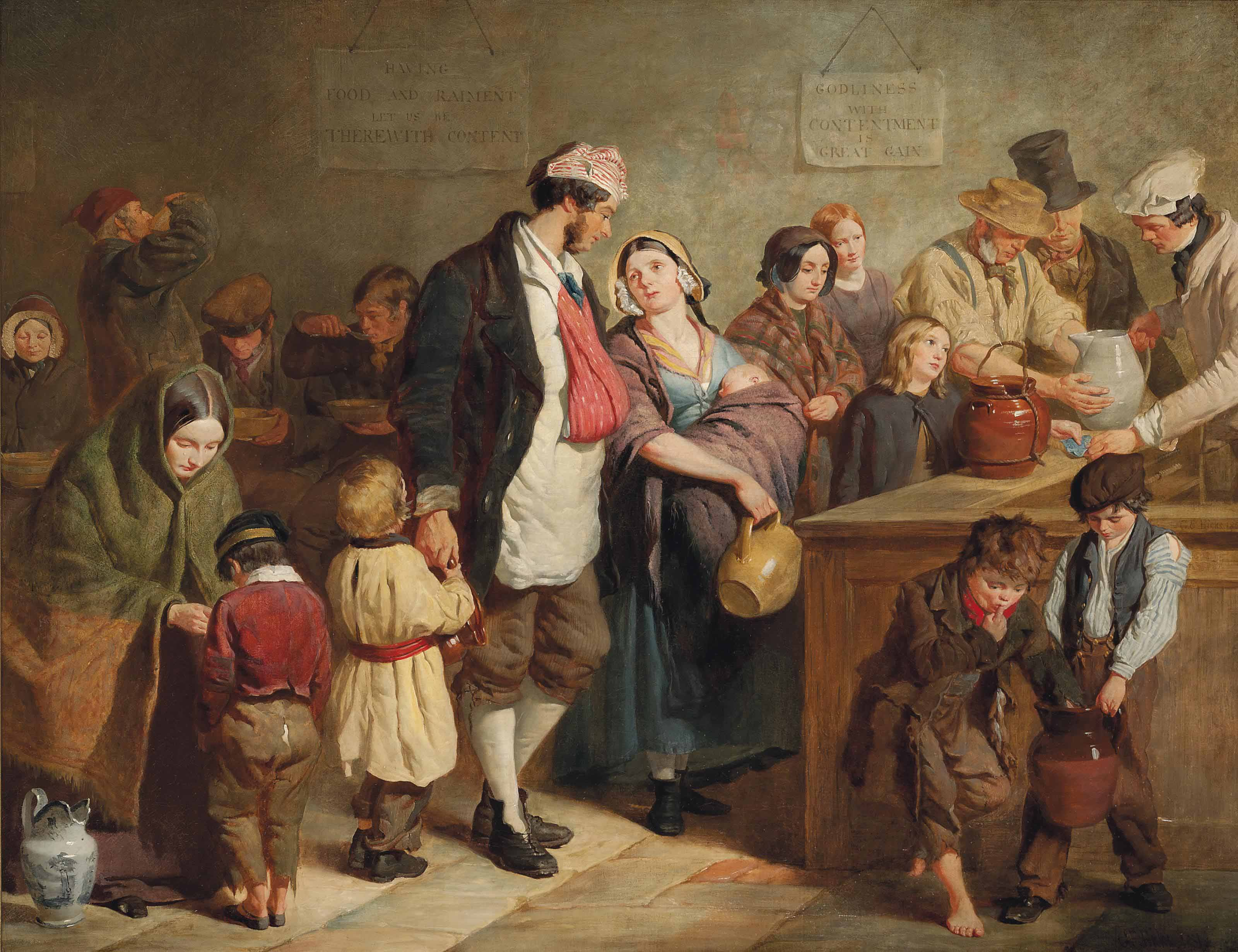
The Parish Soup Kitchen por George Elgar Hicks.

En el siglo XVIII menciona Johann Georg Krünitz en la Enciclopedia económica (Oeconomischen Encyclopädie) la existencia de estas instituciones para personas necesitadas en grandes ciudades europeas como Hamburgo, Londres o Múnich. La sopa estándar que ofrecían estos comedores era la sopa  de gatos (en honor a Earl von Rumford el gato de la cocinera que la preparaba para su ejército) una sopa barata, de fácil preparación y al mismo tiempo nutritiva y sabrosa.
Originalmente la sopa Rumford era una infusión aguada calculada para cien porciones elaborada de unas cuantas libras de cebada perlada, chícharos amarillos, pan negro, sal, chucrut, abundantes patatas y agua. Más tarde en el siglo XIX se encontraría la receta de la sopa Rumford en los libros de cocina casera de la clase media, con menos agua pero refinada con caldo de pollo.

## España
En España, a causa de la crisis económica, la asistencia a los comedores se ha incrementado.
Según la organización Caritas en los últimos 5 años se triplicó el número de personas a las que suministró ayuda, que pasó de 370.251 en 2007 a más de un millón (1.015.276) en 2011, es decir, un 174% más. Según un informe publicado por la organización, cerca de medio millón de personas ya sufren pobreza crónica en España, tras cuatro años de crisis económica.

### Tipos de centros
Los comedores sociales pueden ser municipales o dependientes de entidades no lucrativas, bien laicas o religiosas como Caritas. Según el tipo de centro hay unas restricciones u otras:
- En las entidades religiosas su acceso es libre y sin ninguna restricción.

- Las entidades que cuentan con trabajadores sociales, pueden establecer requisitos basados en baremos de tipo socioeconómico. (nivel de renta, desempleo, sin hogar, transeúntes, desarraigo, etc).

- Los comedores sociales municipales, dependen de los servicios sociales de las comunidades autónomas o ayuntamientos. Éstos, exigen la presentación de un carné en el que figure que el beneficiario cumple con una serie de requisitos[5] básicos:
  - Ser mayor de 18 años.
  - Disponer de ingresos inferiores a la Renta de Garantía de Ingresos.
  - Aceptar las normas de funcionamiento de los comedores.[6]

En algunos centros, también se entrega ropa a las personas más necesitadas y se prestan servicios sanitarios y asesoramiento para ayudar a salir de esta situación.